# Wynn Las Vegas
Le Wynn Las Vegas, souvent appelé simplement Wynn, est un hôtel de luxe et casino situé à Las Vegas dans le Nevada, sur le Las Vegas Strip à Paradise, en face du Treasure Island. Le Wynn est un des plus luxueux casinos de Las Vegas. Le complexe de 2,7 milliards $ USD est nommé d'après l'homme d'affaires Steve Wynn, fondateur de la société Wynn Resorts  qui possède l'hôtel. Le complexe couvre une surface totale de 215 acres (soit 870 074 m2).
Le Wynn Las Vegas est l'un des plus hauts bâtiments de Las Vegas car avec ses 187 mètres de hauteur et ses 45 étages, il vient en troisième position derrière la tour du Stratosphere Las Vegas et le Trump International Las Vegas. Il est placé dans le coin nord-est de l'intersection entre Las Vegas Boulevard South et Sands Avenue, son adresse est 3131 Las Vegas Boulevard South, Las Vegas, Nevada 89109.
Le Wynn dispose de 4 750 chambres (2 716 pour le Wynn et 2 034 pour son extension, Encore Suites). L'hôtel dispose aussi de deux boîtes de nuit (LURE et Tryst) ; d'une salle de  spectacle : Le Rêve (contrat signé pour dix ans) ; de plusieurs attractions : parcours de golf 18 trous (Wynn Golf and Country Club), piscines, galerie d'art, concession automobile Ferrari-Maserati. Il a également une chapelle de mariage, un centre de remise en forme (Wynn Las Vegas Spa), un centre commercial de 20 boutiques (The Wynn Esplanade). Les Waterfalls (cascades) sont placées devant l'hôtel au bord du Las Vegas Boulevard.
La surface des 2 716 chambres s'étend de 640 pieds carrés (58 m2) à 7 000 pieds carrés (650 m2) pour les villas avec un casino de 111 000 pieds carrés (10 200 m2), un centre de conventions de 223 000 pieds carrés (20 700 m2), et 76 000 pieds carrés (7 000 m2) de boutiques et d'espace de ventes.

## Historique
L'emplacement du Wynn Las Vegas a été acquis en achetant le Desert Inn Hotel (en) et son parcours de golf pour la majeure partie du terrain, et le reste en achetant les résidences privées qui étaient généralement situées le long de Paradise Avenue. Tandis que quelques propriétaires ont vendu dès le début, d'autres ont tenu bon. Cela a abouti à de nombreux procès entre les diverses parties. En fin de compte, la surface acquise s'est élevée à 215 acres (870 000 m2).
Wynn Las Vegas LLC contracté avec Marnell Corrao Associates le 4 juin 2002 pour concevoir et construire le resort. Le nom original pour le projet était "Le Rêve" mais a été changé en "Wynn Las Vegas" bien avant la fin des travaux. Construit pour un coût de 2,7 milliards $ USD, c'était le plus grand projet de construction privé dans le pays.
L'historique Desert Inn Golf Course a été reconstruit tandis que l'hôtel était en chantier. Le parcours est maintenant connu comme le Wynn Golf and Country Club.
Le Wynn Las Vegas, conçu par Jon Jerde, est ouvert le 28 avril 2005 (le jour de l'anniversaire de l'épouse de Wynn), cinquante-cinq ans après l'ouverture du Desert Inn, et cinq ans après l'achat du terrain par Steve Wynn.

## Services de l’hôtel

### Chambres

#### Wynn Resort
- Deluxe Resort
- Deluxe Panoramic
- Panoramic Corner

#### Wynn Tower
- Tower Suite
- Executive Suite
- Parlor Suite
- Salon Suite
- Fairway Villa

### Restaurants et bars
Le Wynn Las Vegas a ouvert ses portes en 2005 avec 18 restaurants,, dont un buffet et deux restaurants de viande : SW, qui porte le nom de son fondateur, Steve Wynn, et le Country Club Grill, qui offre une vue sur le parcours de golf,. Les principaux restaurants du complexe ont été construits le long du rivage du lac, face à la montagne artificielle. Contrairement aux autres complexes hôteliers, les restaurants du Wynn Las Vegas ne sont pas accessibles directement depuis le casino. Steve Wynn, le fondateur du complexe, a déclaré : "Les gens savent comment trouver le casino. Ils ne veulent pas sortir de la porte du restaurant et tomber sur une machine à sous."
Wynn préférait éviter les chefs absents qui supervisaient leurs restaurants depuis l'extérieur de la ville et recrutait plutôt des chefs prêts à s'installer à Las Vegas,. Les chefs Daniel Boulud et Paul Bartolotta faisaient partie de ceux qui ont signé des contrats avec le complexe avant son ouverture,. Bartolotta Ristorante di Mare importait 1,5 tonne de fruits de mer chaque semaine et était l'un des rares restaurants de l'hémisphère occidental à servir de la langoustine,. Bartolotta a quitté son restaurant en 2015, et il a été rebaptisé Costa di Mare plus tard dans l'année. Il a fermé ses portes en 2021.
La Cave Wine & Food Hideaway a été ouvert par Michael Morton en 2010. Il a subi une rénovation en 2019, ajoutant un salon de jardin,. Cipriani (en), une chaîne de restaurants italiens, a ouvert un établissement au Wynn en 2018,,. En 2021, le complexe a ajouté Delilah, un club de souper nommé d'après un établissement existant à West Hollywood. Le design de Delilah est inspiré des clubs de souper de Las Vegas des années 1950. Parmi les autres établissements gastronomiques, citons Lakeside, un restaurant de fruits de mer supervisé par le chef David Walzog,,; et Tableau, un restaurant gastronomique,. En 2023, le chef Alon Shaya devrait ouvrir un restaurant méditerranéen au sein du complexe,,.
Wynn Las Vegas a ouvert avec une boîte de nuit sur le thème de l'eau connue sous le nom de La Bete, qui signifie "La Bête" en français. Elle servait de restaurant et de bar, et se transformait en club après les heures d'ouverture,. Le club n'a pas répondu aux attentes de Wynn, et le directeur des opérations de la boîte de nuit du complexe est parti moins de deux semaines après l'ouverture,. Victor Drai a été engagé plus tard dans l'année pour réorganiser La Bete. Le club a fermé pendant deux mois pour une rénovation multimillionnaire,, et a rouvert ses portes en tant que Tryst le soir du Nouvel An 2005. Le nouveau club comprenait plus de sièges à l'extérieur, et était géré par Drai ainsi que par ses frères Cy et Jesse Waits. Drai a quitté Wynn Las Vegas en 2010, pour poursuivre d'autres entreprises. Tryst a fermé ses portes en novembre 2015,,. Une autre boîte de nuit, Blush, était gérée par le Las Vegas Nightlife Group de Sean Christie. Elle a fonctionné de 2007 à 2011,.

#### Fine Dining
- Andrea's
- Bartollota
- Botero
- The Country Club
- Lakeside Seafood
- Mizumi
- Sinatra
- Sw Steackhouse
- Tableau
- Wing Lei

#### Casual Dining
- Allegro
- The Buffet
- Drugstore Café
- La Cave
- Red 8
- Society Café
- Terrace Point Café
- Wazuzu
- Zoozacrackers Deli

#### Bars & Lounges
- Eastside
- Encore Lobby Bar
- Parasol Down
- Parasol Up
- Tower Suite Bar
- Vdka

### Les boîtes de nuit

#### Lure
Le Lure est un nightclub du Wynn Las Vegas. Son nom complet est Lure Ultra Lounge Nightclub. Ce nightclub offre un décor moderne et chic. L'une des meilleures musiques diffusées au Lure est la musique Hip-hop.

### Magasins et boutiques

#### Wynn Esplanade Shoppes

Logo de la Wynn Esplanade

- Black Satin Intimates
- Brioni
- Chanel
- Christian Dior
- Manolo Blahnik
- Cartier
- Jean Paul Gaultier
- Oscar de la Renta
- Louis Vuitton
- Jo Malone
- Graff Jewelers
- Judith Leiber
- La Flirt
- Wynn Signature Shop
- Shoe-In
- OutFit
- Wynn & Company - Jewelry
- Wynn LVNV
- Chocolat
- San Giorgio

#### In Wynn Las Vegas
- Decorazzi
- Bags, Belts & Baubles
- Cabana Shop (on Pool Deck)
- The Drugstore
- Mojitos Resort Wear
- The Pro Shop
- W.Ink
- Ferrari Store
- The Show Shop

### Wynn Golf and Country Club
Le Wynn Golf and Country Club, est comme son nom l'indique un club de golf. Ce club propose 18 trous et est situé juste derrière l'hôtel.
C'est le seul parcours de golf situé sur le Strip. Il a été dessiné par Steve Wynn et Tom Fazio, qui travaillait avant ensemble sur le Shadow Creek Golf Club.
Le Wynn Golf and Country Club est réservé seulement pour les clients de l'hôtel.

### The Tower Suites at Wynn Las Vegas
The Tower Suites at Wynn Las Vegas est situé dans la tour principale de l'hôtel mais est séparé des autres chambres et suites. C'est une autre section de l'hôtel. Ces chambres et suites ont des entrées, des couloirs, et des ascenseurs privés. Il y a aussi un espace piscine privé pour les clients de Tower Suites at Wynn Las Vegas.
The Tower Suites at Wynn Las Vegas  a été évalué indépendamment du reste du complexe hôtelier et a reçu 5 étoiles par le magazine Mobil Travel Guide. C'est le seul hôtel à avoir reçu 5 étoiles !
Pour le Wynn Las Vegas, lui-même, il compte 4 étoiles.

### Villa Suites
En plus de toutes les autres, le Wynn Las Vegas compte six Villas Suites qui ne sont pas ouvertes au grand public. L'une de ces villas est une résidence privée de Steve Wynn. Trois d'entre elles sont du côté ouest de l'hôtel, entre la tour et le Lake of Dream. Les trois autres sont situées près des piscines.
Les villas sont réservées aux clients prestigieux et coûtent en moyenne 5 000 $ la nuit.

## Attractions

### Agence Penske-Wynn Ferrari-Maserati
L'agence Penske-Wynn Ferrari Maserati est une concession automobile Ferrari et Maserati.
L'hôtel Wynn Las Vegas est le premier casino incluant une concession automobile.
Les clients de l'hôtel peuvent venir regarder les voitures sans les acheter. La concession sert en fait à la fois de concession automobile et d'exposition pour l'hôtel.
Le Wynn est l'un de hôtel de Las Vegas à exposer des voitures. Tout comme on peut trouver des expositions automobiles à l'Imperial Palace ou au Caesars Palace. Cependant, Penske-Wynn reste la seule vraie concession automobile situé dans un casino.
Elle est située juste à côté de l'entrée nord, près du Parking clients. Cette position par rapport au reste de l'hôtel est logique, car les clients peuvent regarder les Ferrari-Maserati exposées dans la concession, en attendant qu'un voiturier viennent chercher leurs voitures pour aller la garer.
Les voitures ne sont pas les seules choses que le resort offre avec le nom Ferrari. Une boutique Ferrari accompagne la concession. Elle vend des vêtements, de l'électronique, des décorations ou encore des souvenirs portant le logo Ferrari.

### The Wynn Art Collection
La galerie d'art du Wynn a fermé ses portes début 2006 à cause d'un résultat trop peu important de tickets vendus.
Les tableaux seraient maintenant exposés à travers tout l'hôtel.

### Lake of Dreams
Le Lake of Dream, en français le lac du rêve est en fait le « décor », que l'on peut appeler « jardin » situé devant l'hôtel. Dans ce jardin, on trouve le lac, une forêt de sapin et des chutes d'eau.
Le Lake of Dream longe le Strip de Las Vegas. De l'autre côté, la Wynn Esplanade et quelques restaurants entourent le Lake of Dream.

## Shows

### Le Rêve
Voir l'article : Le Rêve (spectacle)

### Avenue Q
Avenue Q est un spectacle musical du Wynn Las Vegas. C'est une comédie de Broadway qui interprète Avenue Q. C'est le second spectacle qui vient de Broadway qui est joué sur la scène du Wynn Las Vegas.
Avenue Q a joué sa première représentation le 8 septembre 2005 dans le Broadway Theater (théâtre de 1200 places).
Le spectacle fut interrompu brutalement le 28 mai 2006 car Steve Wynn signa un contrat avec Spamalot pour plusieurs représentations au Wynn Las Vegas. Cependant il aurait fallu construire un troisième théâtre pour accueillir le Spectacle Spamalot. Le seul endroit où il était possible de construire ce troisième théâtre empiétait sur le parcours de golf ou sur une partie du centre de convention pour l'expansion Encore. Steve Wynn n'a pas voulu détruire une partie du parcours de golf ni couper une partie du centre de convention entre le Encore et le Wynn.
Steve Wynn a rompu le contrat avec Avenue Q. Il a donné comme raison : "Avenue Q rapporte de l'argent mais pas assez d'argent !"

## Galerie

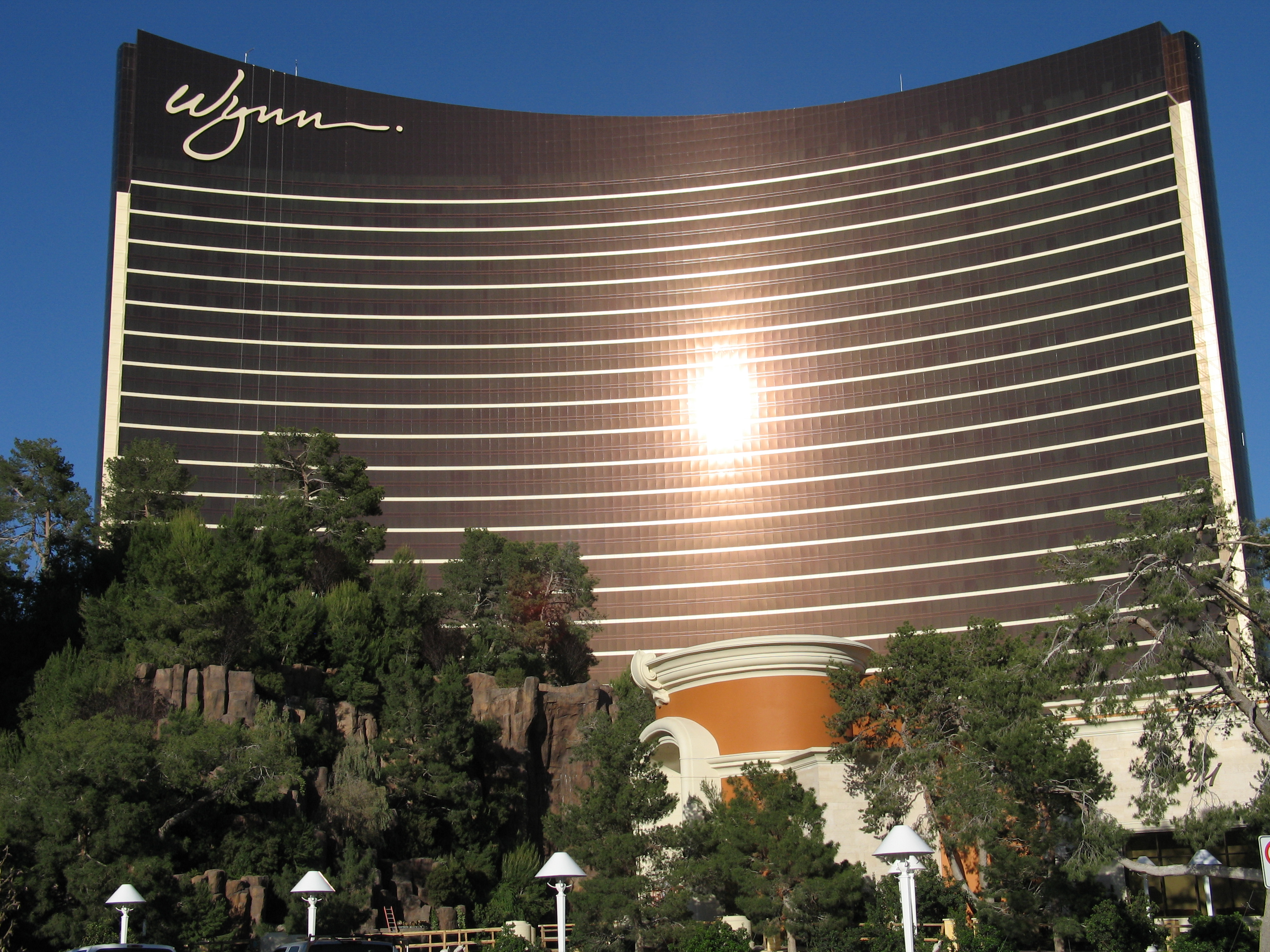
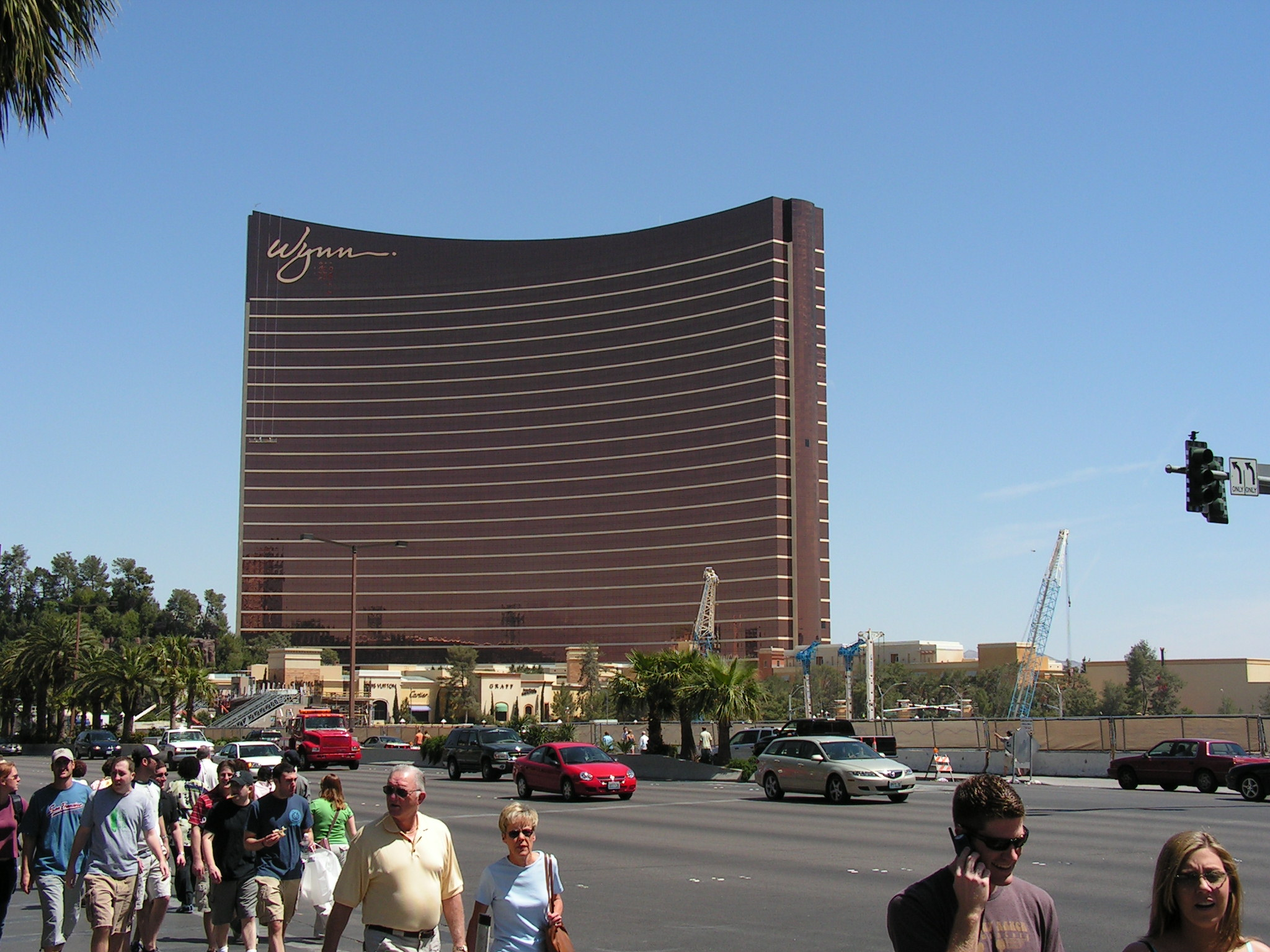
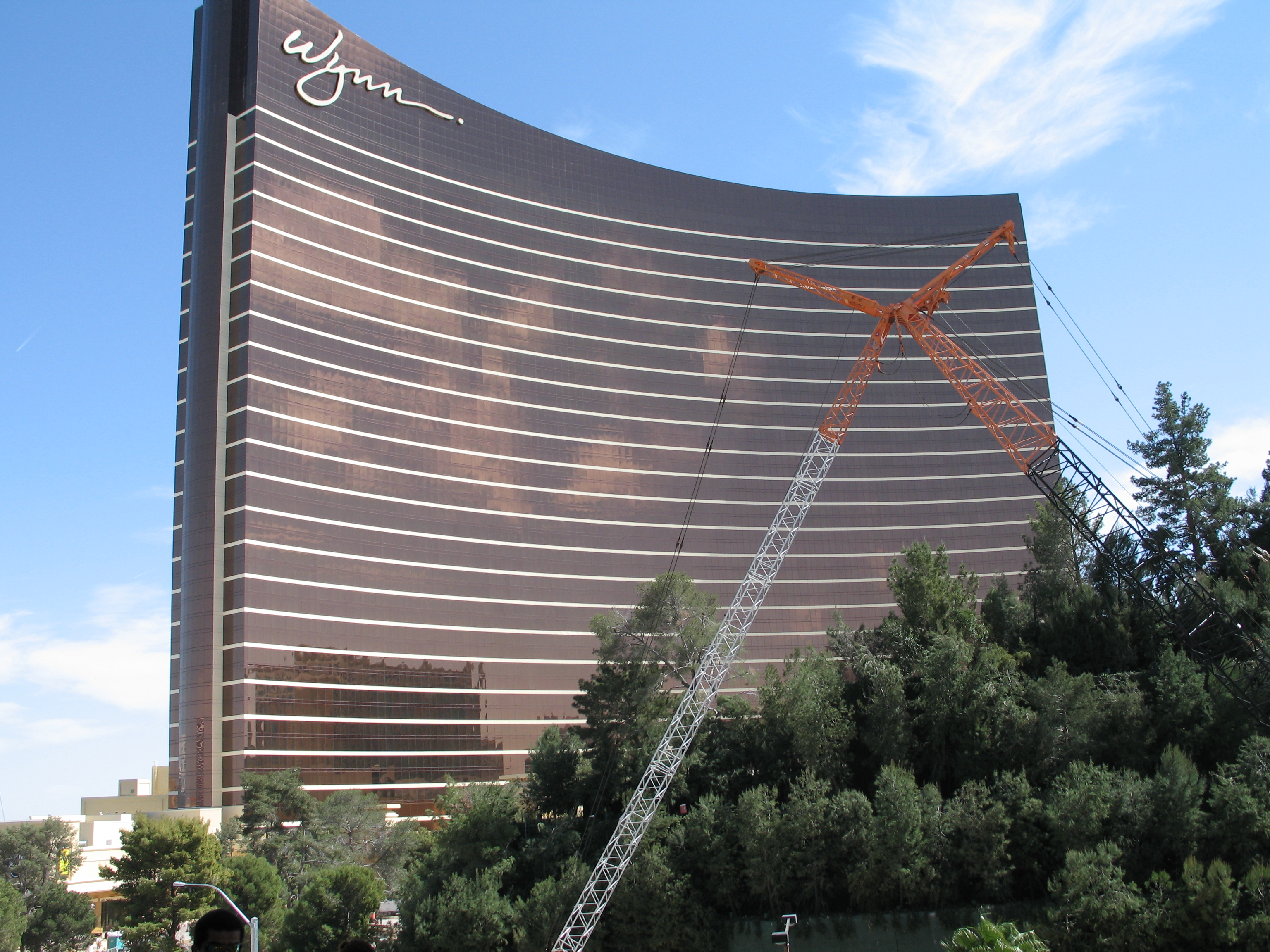
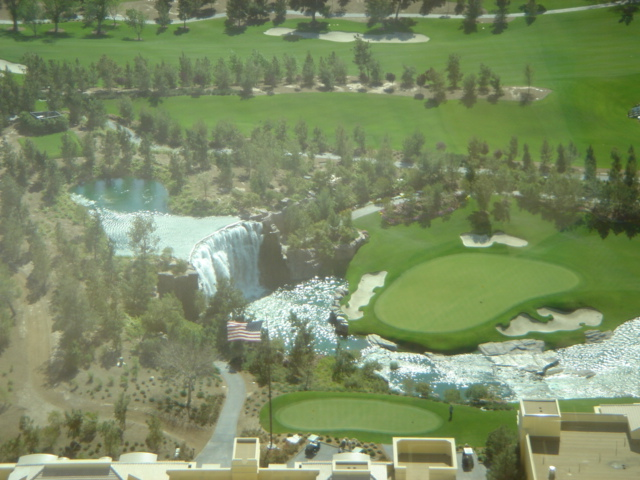
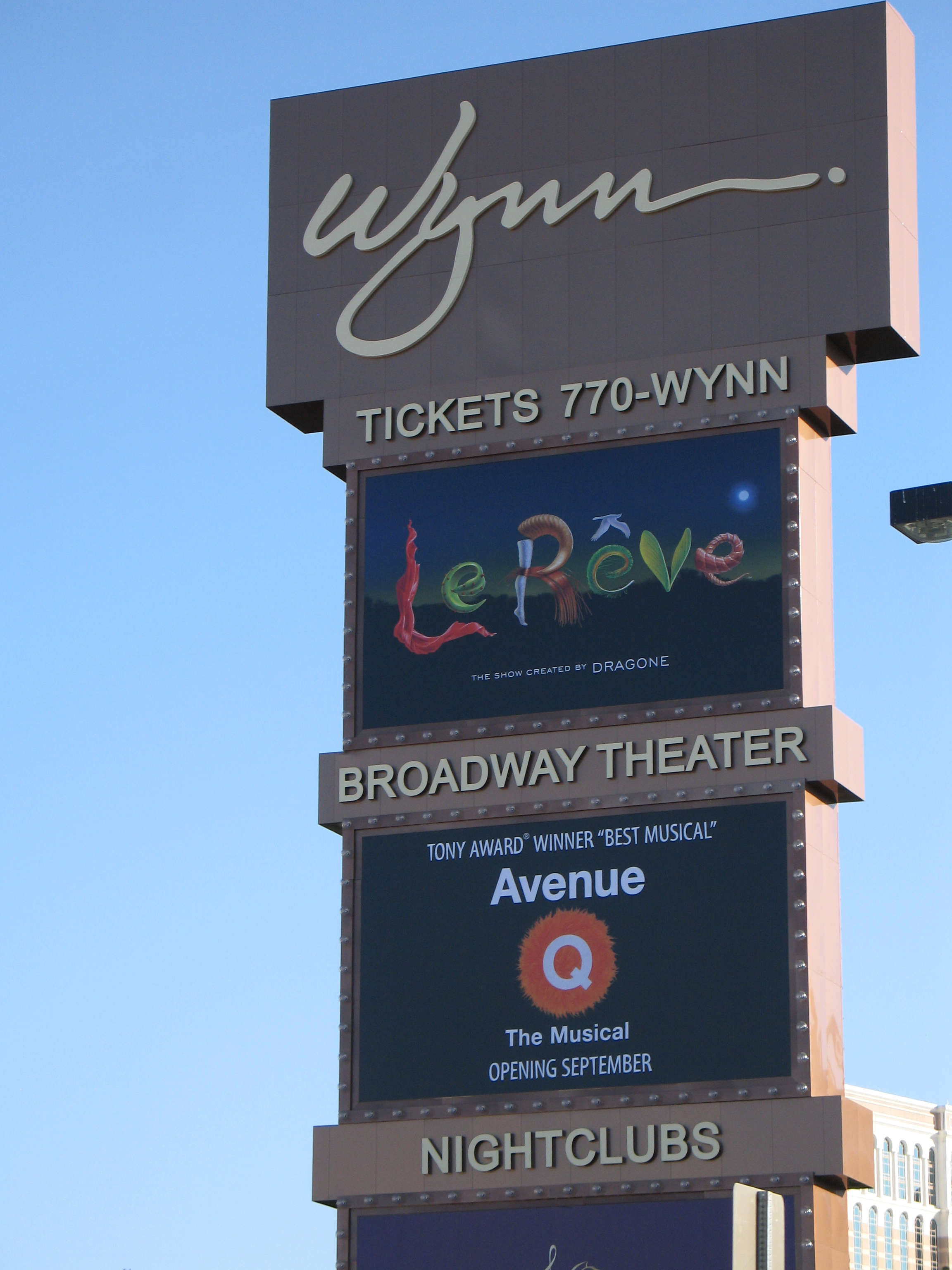

### Le Wynn Las Vegas au cinéma, à la télévision, dans les jeux vidéo ou la musique
- 2009 : 2012